# Astrologické symboly
Toto je seznam astrologických a alchymistických symbolů:

Planety a měsíce
Slunce ☉
Měsíc ☽ (dorůstající)
Měsíc ☾ (ubývající)
Merkur ☿
Venuše ♀
Země 🜨
Mars ♂
Ceres ⚳
Pallas ⚴ (asteroid)
Juno ⚵ (asteroid)
Vesta ⚶ (asteroid)
Jupiter ♃
Chiron ⚷ (planetka)
Saturn ♄
Uran ♅
Neptun ♆
Pluto ⯓
Eris ⯰
Haumea
Makemake
Gonggong
Quaoar
Orcus
Sedna ⯲

Znamení zvěrokruhu
Beran ♈︎
Býk ♉︎
Blíženci ♊︎
Rak ♋︎
Lev ♌︎
Panna ♍︎
Váhy ♎︎
Štír ♏︎
Střelec ♐︎
Kozoroh ♑︎
Vodnář ♒︎
Ryby ♓︎

Ostatní astrologické symboly
Konjunkce ☌
Opozice ☍
Zákryt 🝵
Zatmění Měsíce 🝶
Severní uzel ☊
Jižní uzel ☋
Trigon / Trinus △
Kvadrant □
Semikvadrant
Sextil ⚹
Semisextil ⚺
Kometa ☄︎

Alchymistické přírodní elementy
Oheň 🜂
Vzduch 🜁
Voda 🜄
Země 🜃